# Kościół Chrystusa Króla w Jemielnie
Kościół Chrystusa Króla – rzymskokatolicki kościół parafialny należący do parafii pod tym samym wezwaniem dekanat Góra wschód archidiecezji wrocławskiej.

## Historia
Budowla powstała około 1505 roku jako świątynia katolicka. Od czasów reformacji, czyli od około 1533 roku, do 1945 roku świątynia spełniała rolę protestanckiego zboru. Parafia katolicka została erygowana ponownie w 1957 roku. Obiekt jest budowlą w stylu późnogotyckim, wzniesioną na prostym, nieznacznie wydłużonym rzucie salowym, z trójbocznie zamkniętą częścią wschodnią. Ostateczna forma świątyni została ukształtowana po przeprowadzonej przebudowie w latach 1913–1914. Projekt przebudowy został opracowany przez architektów z Wrocławia: Kleina i Wollfa. Pod ich nadzorem została rozebrana północna, barokowa przybudówka i została zastąpiona wąską nawą. Następne, poważne remonty zostały przeprowadzone w latach 1963–1964 i w 1970 roku. Zostało wówczas ujednolicone pokrycie dachu całej świątyni, polegające na wymianie gontów na blachę, zostały uzupełnione tynki zewnętrzne, zostały wyspoinowane kamienne portale elewacji południowej. Wewnątrz zachowały się; późnorenesansowa ambona, chrzcielnica z poaczątku XVII w., barokowy ołtarz z drugiej połowy XVII w. oraz nagrobki całopostaciowe. W 1993 roku na wieży został zamontowany nowy dzwon.